# Boncourt (Eure i Loir)
Boncourt és un municipi francès, situat al departament de l'Eure i Loir i a la regió de Centre – Vall del Loira. L'any 2007 tenia 269 habitants.

## Demografia

### Població
El 2007 la població de fet de Boncourt era de 269 persones. Hi havia 111 famílies, de les quals 27 eren unipersonals (15 homes vivint sols i 12 dones vivint soles), 42 parelles sense fills i 42 parelles amb fills.
La població ha evolucionat segons el següent gràfic:
Habitants censats

### Habitatges
El 2007 hi havia 149 habitatges, 110 eren l'habitatge principal de la família, 31 eren segones residències i 9 estaven desocupats. 142 eren cases i 7 eren apartaments. Dels 110 habitatges principals, 91 estaven ocupats pels seus propietaris, 17 estaven llogats i ocupats pels llogaters i 1 estava cedit a títol gratuït; 1 tenia una cambra, 9 en tenien dues, 17 en tenien tres, 36 en tenien quatre i 47 en tenien cinc o més. 71 habitatges disposaven pel capbaix d'una plaça de pàrquing. A 35 habitatges hi havia un automòbil i a 65 n'hi havia dos o més.

### Piràmide de població
La piràmide de població per edats i sexe el 2009 era:
| Homes | Edats   | Dones |
| ----- | ------- | ----- |
| 0     | 95 o +  | 0     |
| 0     | 90 a 94 | 0     |
| 0     | 85 a 89 | 4     |
| 0     | 80 a 84 | 0     |
| 0     | 75 a 79 | 4     |
| 4     | 70 a 74 | 4     |
| 4     | 65 a 69 | 12    |
| 0     | 60 a 64 | 4     |
| 12    | 55 a 59 | 4     |
| 4     | 50 a 54 | 8     |
| 12    | 45 a 49 | 12    |
| 12    | 40 a 44 | 8     |
| 4     | 35 a 39 | 12    |
| 4     | 30 a 34 | 4     |
| 8     | 25 a 29 | 4     |
| 4     | 20 a 24 | 4     |
| 8     | 15 a 19 | 4     |
| 16    | 10 a 14 | 8     |
| 8     | 5 a 9   | 20    |
| 0     | 0 a 4   | 12    |

## Economia
El 2007 la població en edat de treballar era de 183 persones, 138 eren actives i 45 eren inactives. De les 138 persones actives 132 estaven ocupades (71 homes i 61 dones) i 6 estaven aturades (1 home i 5 dones). De les 45 persones inactives 20 estaven jubilades, 12 estaven estudiant i 13 estaven classificades com a «altres inactius».

### Ingressos
El 2009 a Boncourt hi havia 110 unitats fiscals que integraven 281 persones, la mediana anual d'ingressos fiscals per persona era de 21.109 €.

### Activitats econòmiques
Dels 11 establiments que hi havia el 2007, 3 eren d'empreses de construcció, 2 d'empreses de comerç i reparació d'automòbils, 3 d'empreses d'informació i comunicació, 1 d'una empresa de serveis i 2 d'empreses classificades com a «altres activitats de serveis».
Dels 3 establiments de servei als particulars que hi havia el 2009, 1 era una fusteria, 1 electricista i 1 perruqueria.
L'any 2000 a Boncourt hi havia 3 explotacions agrícoles.

## Poblacions més properes
El següent diagrama mostra les poblacions més properes.